# 訴諸名人
訴諸名人（英語：Appeal to Celebrity），是訴諸權威的一種，係宣稱由於某個名人支持某個觀點，因此該觀點是對的（或好的）。
訴諸名人有幾個問題：
1. 名人雖有知名度，但他們經常是演員或運動明星，他們對於他們支持的觀點或產品，往往並不具有專業知識。
2. 名人代言產品時，往往有背後的相關收益，並非完全無私。

## 外部連結
- （英文） Logical Fallacy: Appeal to Celebrity （页面存档备份，存于）